# Pelasgi
Con il nome Pelasgi (in greco antico: Πελασγοί?, Pelasgói; singolare Πελασγός, Pelasgós)  gli antichi Greci dell'età classica indicavano il complesso delle popolazioni preelleniche della Grecia, generalmente considerate autoctone e antenate degli stessi Greci, ma all'epoca ormai estinte e delle quali, peraltro, riportavano vicende confuse e contrastanti.
In generale, con Pelasgi si intendevano più ampiamente tutti gli abitanti indigeni della regione del Mar Egeo e le loro culture, "un termine completo per qualsiasi popolo antico, primitivo e presumibilmente indigeno del mondo greco".
Durante il periodo classico, enclavi di popolazioni chiamate con questo nome sopravvissero in diverse località della Grecia continentale, a Creta e in altre regioni dell'Egeo. Le popolazioni identificate come "pelasgiche" parlavano una lingua, o più lingue, che i Greci dell'epoca identificavano come "barbariche", sebbene alcuni scrittori antichi descrivessero comunque i Pelasgi come Greci. Un'altra tradizione sopravvissuta sostiene che grandi parti della Grecia fossero state pelasgiche prima di essere ellenizzate.

## Descrizione

Sedi dei Pelasgi secondo Omero, i post-omerici, Erodoto ed altri.

Seguendo la terminologia degli antichi storici greci, con il termine pelasgico, in senso lato, ci si potrebbe riferire a tutti gli abitanti autoctoni delle terre intorno all'Egeo e alla loro cultura, prima dell'avvento del linguaggio greco. Tale indicazione, tuttavia, presupporrebbe la formazione – tuttora indimostrata – della lingua greca al di fuori della penisola elladica e l'arrivo di popolazioni "parlanti greco" nell'area egea in età pre-micenea.
Nel periodo classico, una provincia della Tessaglia, nella Grecia settentrionale, era ancora chiamata Pelasgiotide, cioè "terra dei Pelasgi", pur essendo ormai abitata da Greci. Il territorio principale dei Pelasgi era tradizionalmente ritenuto l'Arcadia, mentre la loro patria d'origine era considerata l'Argolide, da dove sarebbero emigrati sia in Tessaglia che a Lesbo, nell'Ellesponto, in Licia e anche in alcune zone dell'isola di Creta. Dalla Pelasgiotide tessala, i Pelasgi avrebbero esportato in Epiro il culto di Zeus, in particolare a Dodona, dove esisteva il santuario di un oracolo tradizionalmente considerato il più antico della Grecia. A sud della Troade, i Pelasgi avrebbero occupato, oltre alla Licia, anche la Caria e l'isola di Lemno, che avrebbero abitato sino alla fine del VI secolo a.C.. Nel V secolo, sembra che popolazioni pelasgiche abitassero ancora in alcune città dell'Ellesponto, di cui oggi si è persa memoria.
In zone considerate tradizionalmente abitate dai Pelasgi, come la Tessaglia, gli scavi archeologici del XX secolo hanno portato alla luce manufatti neolitici, in particolare a Sesklo e Dimini. Le presunte correlazioni tra la cultura pelasgica e tali materiali, così come con quelli successivi riferiti all'"Elladico medio" o all'"Elladico tardo" della Grecia micenea, sono ancora a livello di congetture. Parimenti aleatori sono i collegamenti tra le evidenze del materiale archeologico e la cultura linguistica, chiamati in causa da parte di Walter Pohl e altri studiosi di etnogenesi.
Varie tradizioni conferivano ai Pelasgi un ruolo di primo piano nel processo preistorico del popolamento dell'Italia. A loro era attribuita la realizzazione delle mura poligonali dell'Italia centro-meridionale, da loro definite "pelasgiche", probabilmente per la somiglianza con una muraglia di Atene detta "muro pelasgico", perché attribuita a tale popolazione.
La "diaspora" del popolo dei Pelasgi, infatti, avrebbe toccato la foce del Po, dove avrebbero fondato la città di Spina. Poi, i Pelasgi avrebbero scavalcato l'Appennino e disceso la penisola sino al lago di Cotilia, nella valle del Velino, nei pressi di Rieti. Qui avrebbero stretto un'alleanza con gli Aborigeni, cioè le popolazioni autoctone (dal latino ab origine), per scacciare – vittoriosamente – i Siculi dal Lazio. A seguito di tali accordi e campagne vittoriose, avvenute orientativamente alla fine dell'età del bronzo, le tribù che oggi vengono definite genericamente come Italiche avrebbero concesso ai Pelasgi il popolamento dell'Etruria, dove si sarebbero insediati.

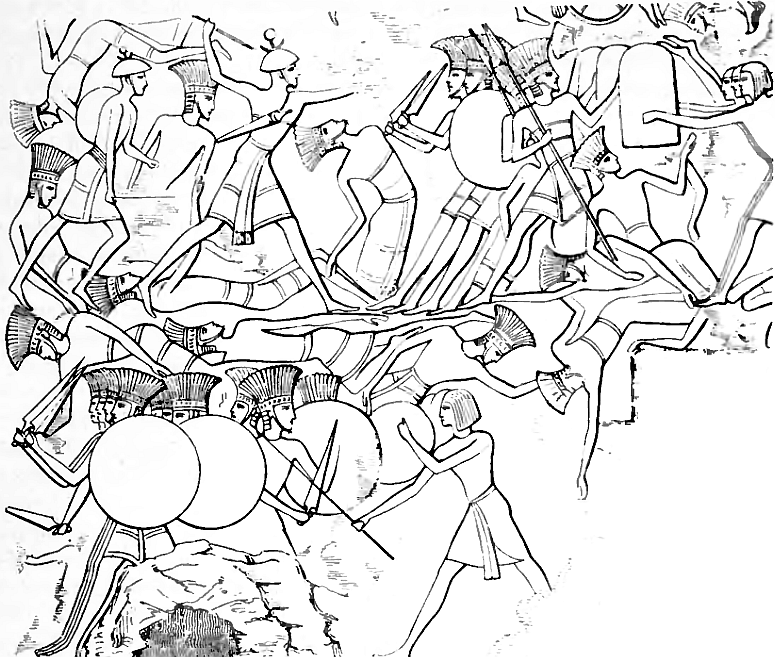
Battaglia contro Pelasti (Filistei) e Sakkara (Sherden), dal tempio egizio di Medinet Habu. Si noti il particolare copricapo piumato dei Filistei e l'elmo munito di corna di area egea dei Sherden

Complessivamente, si attribuiva ai Pelasgi una vocazione migratoria e, in particolare, marinara: Eusebio, nel Chronicon, considerava quella dei Pelasgi una talassocrazia e riconosceva loro il dominio del Mar Mediterraneo, in un periodo che sarebbe iniziato novantanove anni dopo la caduta di Troia e sarebbe durato altri ottantacinque (secondo la cronologia di Eratostene di Cirene, tra il 1082 e il 997 a.C.).
Archeologicamente, si ipotizza che i Pelasgi possano essere identificati con il popolo dei Peleset, citato nelle iscrizioni egiziane tra i Popoli del Mare che attaccarono l'Egitto durante il regno del faraone Ramses III, e che avrebbero poi formato il popolo dei Filistei.
Con estremo interesse vanno lette le iscrizioni in geroglifico del tempio funerario del faraone Ramses III (1193-1155 a.C.) di Medinet Habu, che potrebbero contenere un chiaro riferimento – forse l'unico, archeologicamente documentato – all'esistenza reale del popolo dei Pelasgi. L'iscrizione descrive un attacco effettuato nell'8º anno di regno del faraone (1186 a.C.) da un'alleanza di cinque popoli, stretta dopo aver distrutto la città di Ugarit (Siria): tra costoro compaiono i Peleset, oltre agli Šekeleš, ai Tjeker, agli Wešeš e ai Denyen, con al seguito donne, bambini e masserizie. I popoli vengono complessivamente denominati "Popoli del Mare, del nord e delle isole". Secondo l'iscrizione, gli Egizi respinsero gli invasori a Djahy, una località nella terra di Canaan.
L'origine egea dei Peleset (e quella dei Tjeker e dei Denyen) è attestata dall'iconografia dei guerrieri riprodotti, che indossano un elmo piumato, trattenuto alla gola da una fascetta di cuoio, e sono armati di spade di tipo acheo. Questo tipo di elmo piumato trova infatti riscontri anche nell'ambito egeo dell'età del bronzo e sul cretese disco di Festo. I Peleset si sarebbero poi stabiliti in Palestina, dove avrebbero formato il popolo dei Filistei.
La presunta migrazione, nell'età del bronzo finale o nella prima età del ferro, di alcuni gruppi di Pelasgi dell'area egea, o anche di Pelasgi-Filistei della Palestina, nella penisola italiana o nelle isole, non trova l'unanimità dei consensi tra storici e archeologi.

## La tradizione classica

### Omero
Il nome dei Pelasgi appare per la prima volta nei poemi di Omero, dove, nell'Iliade, sono indicati tra gli alleati di Troia; nel Catalogo delle navi, organizzato secondo un rigido schema geografico, sono citati tra le città dell'Ellesponto e i Traci del sud-est dell'Europa, ossia sul confine tra Tracia ed Ellesponto. Omero chiama la loro città, o distretto, Larissa, e la definisce fertile, i suoi abitanti famosi per la perizia nel combattimento sulle navi. Riporta anche i nomi dei loro capi: Ippotoo e Pileo, figli di Leto Teutamide.
Due altri passaggi dell'Iliade attribuiscono l'epiteto di pelasgo a un distretto chiamato Argo, nei pressi del Monte Otri, nella parte meridionale della Tessaglia, e al tempio di Zeus a Dodona; nessuno dei due passaggi cita però realmente i Pelasgi: Elleni e Achei popolano la tessala Argo e Dodona ospita Perebi ed Enieni, che non sono descritti come Pelasgi. Si nota, quindi, come pelasgo venga usato sia nel significato di "abitato precedentemente dai Pelasgi", sia in quello di "epoca dimenticata".
L'Odissea posiziona i Pelasgi a Creta, insieme a due popoli indigeni e a due popoli immigrati (Achei e Dori), ma non chiarisce a quale di queste due categorie appartengano i Pelasgi.

### Post-omerici
Strabone cita Eforo, che a sua volta cita Esiodo in relazione al riferimento omerico, chiamando Dodona "sede dei Pelasgi". Ricorda che "quasi tutti" sono d'accordo nell'ammettere che fossero un'antica tribù diffusasi in tutta la Grecia, ma soprattutto tra gli Eoli di Tessaglia. Riferisce che Eforo li considerava Arcadi d'origine, dediti alla vita militare. Divennero coloni di Creta, come racconta Omero. Egli cita anche un eponimo Pelasgo, padre dell'eroe arcadico Licaone. Pausania, citando Asio, definisce Pelasgo come il primo uomo, generato dalla terra allo scopo di creare la razza umana.
Lo storico Eforo di Cuma menziona un brano di Esiodo che attesta la presenza dei Pelasgi in Arcadia e sviluppa la teoria secondo cui fossero un popolo di guerrieri diffusosi da una "patria" originaria che avrebbe annesso e colonizzato tutte le regioni della Grecia in cui gli autori antichi fanno riferimento a loro: da Dodona a Creta, dalla Troade fino all'Italia, dove i loro insediamenti sarebbero stati ben riconoscibili ancora al tempo degli Elleni, e in stretta relazione con i "Tirreni".
Il logografo greco Ecateo di Mileto (ca. 560 - ca. 490 a.C.) considera Pelasgo re della Tessaglia. Acusilao attribuisce il passaggio omerico ad Argo e inserisce il Pelasgo di Esiodo, padre di Licaone, nella genealogia del Peloponneso. Ellanico conferma questa attribuzione una generazione dopo, identificando questi "Argivi" o "Pelasgi arcadi" con i "Pelasgi tessali" di Ecateo.
Eschilo, come Asio, considera Pelasgo nato dalla terra e sovrano di un regno che si estendeva da Argo a Dodona e al fiume Strymon. Contemporaneamente, la terra dei Pelasgi è semplicemente identificata con Argo.

### Erodoto e Tucidide
Erodoto, come Omero, usa il termine "Pelasgi" sia in senso connotativo sia in senso denotativo. Descrive i Pelasgi a lui contemporanei come stanziati a Placie e Scylace, sulla costa asiatica dell'Ellesponto, e vicino a Creston, sullo Strymon; in quest'area sarebbero stati vicini dei Tirreni.
Erodoto allude anche ad altre zone dove i Pelasgi vivrebbero sotto altri nomi: Samotracia e Antandro, nella Troade, ne sarebbero esempi. Trattando di Lemno e Imbro, descrive una popolazione pelasgica che gli Ateniesi avrebbero da poco soggiogato (intorno al 500 a.C.) e, in connessione con ciò, narra di antiche incursioni di Pelasgi in Attica e del loro temporaneo stanziamento nell'Ellesponto pelasgico. Tutti questi eventi sarebbero avvenuti nel tempo in cui "gli Ateniesi incominciarono, per primi, a definirsi Greci". In altri casi, con "Pelasgi", Erodoto indica tutti coloro che fossero vissuti in Grecia prima dei Greci (in questo senso, tutta la Grecia può essere definita pelasgica).
I più chiari esempi di testimonianze dei Pelasgi in riti, usi e strutture antiche si trovano in Arcadia, regione "ionica" nel nord-est del Peloponneso, e in Attica, che fu ellenizzata per ultima.
Tutti gli esempi di Erodoto sui Pelasgi contemporanei a lui si riferiscono ai Pelasgi della Tracia omerica. La testimonianza di Tucidide conferma la grande differenza tra i Pelasgi e le popolazioni tirreniche e adotta la stessa teoria generale sulla Grecia antica, con l'aggiunta che il nome Pelasgi da specifico divenne via via generico.

### Dionigi di Alicarnasso
Lo storico Dionigi di Alicarnasso afferma che i Pelasgi erano una popolazione greca originaria del Peloponneso, da dove si spostarono in Tessaglia, cacciandone i barbari che la abitavano. A loro volta scacciati dalla Tessaglia dagli Etoli e dai Lelegi, si dispersero tra Creta, le Cicladi, la Beozia; altri giunsero a Spina, alle foci del Po, nel nord Italia, mentre altri ancora entrarono in contatto, nell'Italia centrale, con gli Umbri – contro cui ebbero alcuni scontri – e con gli Aborigeni, con i quali invece si allearono. Uniti, i due popoli mossero guerra ai Siculi e fondarono o conquistarono alcune città, come Caere, Pisa, Saturnia e Alsium. Ma soprattutto Falerii e Fescennium, strappate ai Siculi, mantennero, anche in epoca romana, vestigia e tradizioni comprovanti l'origine greca dei Pelasgi. Tra questi si annoverano le armi (come lo scudo argolico), la tradizione di far richiedere la pace da speciali sacerdoti prima di dichiarare guerra, e il tempio di Giunone a Falerii, simile nella forma a quello dedicato alla dea ad Argo.

### Scrittori antichi più tardi
Il grammatico Servio, nei Commentarii in Vergilii Aeneidos libros, citando Conone circa l'origine dei Sarrastri (o Sarrasti, popolazione della Campania), riferisce che alcuni Pelasgi, insieme ad altri popoli emigrati dal Peloponneso, giunsero in un luogo d'Italia "che non aveva alcun nome prima" e diedero il nome di Sarro al fiume presso cui si stabilirono (l'odierno Sarno), riprendendolo dal fiume della loro patria. Si chiamarono Sarrastri e fondarono molte città, tra cui Nuceria.
Copiose informazioni aggiuntive provengono da scrittori successivi che interpretarono leggende locali alla luce della teoria di Eforo o tentarono spiegazioni sull'etimologia di Pelasgoi. Filocoro sviluppò un'etimologia "popolare" legata a presunte migrazioni stagionali, mentre Apollodoro affermava che Omero chiamasse Zeus "Pelasgo" perché "egli non è lontano da alcuno di noi".

## Teorie moderne

### I Pelasgi-Filistei

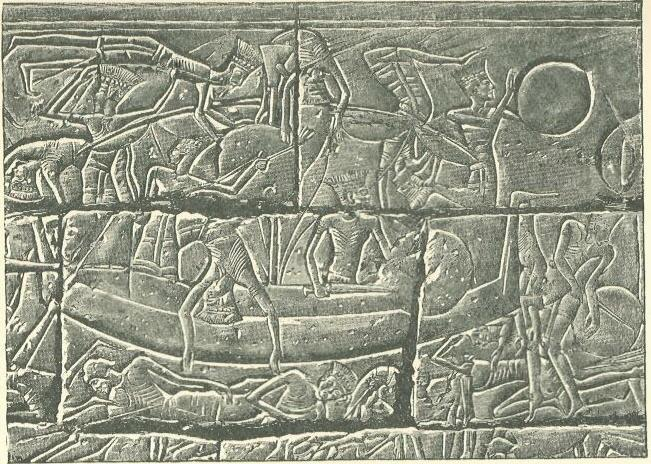
Guerrieri Peleset con elmo piumato e loro imbarcazioni

Un'opera egiziana redatta intorno al 1100 a.C., l'onomastico o insegnamento di Anememope, documenta la presenza dei Peleset sulla costa della Palestina , nei luoghi che la Bibbia descrive come abitati dai Filistei. Dopo la sconfitta subita dal faraone Ramses III, infatti, questi ultimi, insieme ad altri Popoli del Mare, sarebbero stati autorizzati a stanziarsi in tale territorio, comunque sottoposto al dominio egiziano.
Tuttavia, al fine di identificare i Pelasgi con i Peleset e, quindi, con i Filistei, va prioritariamente notato che la forma originaria utilizzata da Omero per indicare i Pelasgi era Pelasti, un nominativo identico a quello che designa i Peleset nei geroglifici egiziani, i quali, come noto, non riportano le vocali. Tale forma sarebbe tuttora sopravvissuta nell'indicazione della Palestina.
L'identificazione dei Filistei con il popolo dei Pelasgi è comunque subordinata alla dimostrazione archeologica della loro possibile origine egea, di cui costituisce un consistente indizio l'elmo piumato e le armi di tipo acheo, indossati dai Peleset nelle raffigurazioni di Medinet Habu.
La stessa Bibbia sottolinea la diversità etnica dei Filistei rispetto al popolo d'Israele: nel libro del profeta Amos, i Filistei sarebbero originari di Kaftor, un territorio che la maggior parte degli studiosi moderni assimila alla Keftiu dei geroglifici egiziani di Amarna, identificata con l'isola di Creta. Nel 1966, infatti, l'archeologo tedesco E. Edel ha pubblicato alcuni testi del tempio del faraone Amenofi III che localizzerebbero in Keftiu le città cretesi di Cnosso, Festo e Amnisos, e in aree vicine la città di Micene e l'isola di Citera. Anche nel testo ebraico del libro di Geremia, i Filistei sarebbero indicati come "popolo di Cretesi" e "superstiti di Kaftor". Tuttavia, il fattore decisivo che dimostra archeologicamente l'origine egea – o, più probabilmente, micenea – dei Filistei è il rinvenimento, nelle aree oggetto di scavo, di ceramica importata del tipo tardo Miceneo IIIb negli strati precedenti al 1200 a.C., e della produzione in loco di ceramica micenea di tipo IIIc negli strati successivi.
Giovanni Garbini, il biblista che ha maggiormente sottolineato l'importanza del popolo filisteo nel bacino del Mediterraneo nell'età del bronzo finale, ritiene che i rinvenimenti di tale ceramica sul suolo italiano (soprattutto in siti della Sardegna, della Sicilia, ecc.) dimostrerebbero la diffusione, in età protostorica, della cultura filistea – e quindi pelasgica – nella penisola italiana e nelle isole. In analogia con Eusebio, che riconosceva ai Pelasgi una "talassocrazia" sul Mar Mediterraneo nel X secolo a.C., Garbini arriva ad affermare che, a suo parere, "per circa due secoli (il X e l'XI, n.d.r.) il Mediterraneo fu probabilmente un mare in gran parte filisteo".

### Teorie linguistiche
Considerando i Pelasgi come un unico popolo pre-greco autoctono della penisola elladica, qualora fosse dimostrata l'ipotesi dell'introduzione della lingua greca nell'area, in età pre-micenea, da parte di popolazioni "parlanti greco" provenienti da altrove, alcune caratteristiche linguistiche e culturali non indoeuropee (e, quindi, pre-greche) potrebbero essere attribuite ai Pelasgi. In particolare:
- prestiti linguistici non indoeuropei nel greco, introdotti nel suo sviluppo preistorico;
- toponimi non greci nella regione contenenti la sequenza "-nth-" (es. Corinth), oppure "-tt-" in Attica, o "-ss-" (es. Larissa). Alcune osservazioni suggeriscono che i toponimi con "-ss-" possano avere relazioni con gli Ittiti, come nel caso di Parnassus (Parnaso), che può essere correlato alla parola ittita parna, che significa "casa";
- miti e divinità (spesso dee) che non hanno corrispondenze in altri popoli indoeuropei, come Germani, Celti o Indiani;
- un piccolo numero di iscrizioni in una lingua non greca, le più note delle quali provengono da Lemno.

La lingua lemnia è ritenuta imparentata con l'etrusco e assume grande importanza in quanto rappresenta uno dei pochi esempi noti, insieme alla lingua retica delle Alpi, di un idioma affine a quello parlato dagli Etruschi. Norbert Oettinger, Michel Gras e Carlo De Simone vedono nel lemnio la testimonianza di un insediamento piratesco etrusco nell'isola del nord Egeo avvenuto prima del 700 a.C., mentre alcuni linguisti avevano precedentemente ipotizzato che il lemnio appartenesse a un sostrato preistorico egeo o paragreco, esteso dall'Asia Minore ai Balcani, alla Grecia e all'Italia. Anche lo storico olandese Luuk De Ligt ipotizza che la presenza, nel VI secolo a.C., nell'isola di Lemno di una comunità che parlava una lingua simile all'etrusco, sia dovuta a movimenti di mercenari arruolati nella penisola italica dai Micenei; allo stesso modo, l'archeologo austriaco Reinhard Jung collega questi spostamenti di guerrieri dall'Italia all'Egeo ai Popoli del Mare.

### Robert Graves
Nel 1955, il poeta e mitografo Robert Graves, nel saggio The Greek Myths, afferma che alcuni elementi della mitologia greca sono originari del popolo del Pelasgi, principalmente quelli relativi all'idea della Dea Bianca, un archetipo della divinità della terra. A supporto di questa tesi, porta la propria interpretazione di testi antichi: irlandesi, gallesi, greci, biblici, gnostici e medievali.